# Carolina Rosati

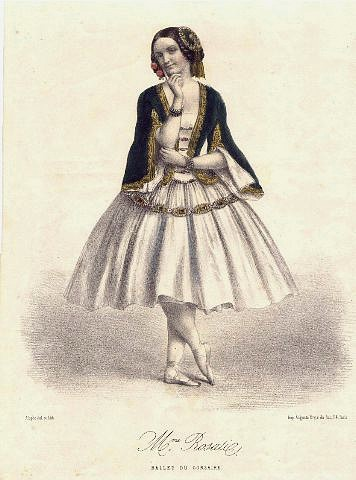
Carolina Rosati en el rol de Medora

Carolina Rosati (Bolonya, 13 de desembre de 1826 - Canes, França, 1905) fou una ballarina italiana.
De nom de naixeça Carolina Galletti, fou alumna de la Torrelli i de Carlo Blasis. Es presentà per primera vegada davant el públic de Verona, sent encara molt jove, i aconseguí tant d'èxit que fou de seguida contractada per treballar en els teatres de Torí, Florència i Roma. Posteriorment recollí molts aplaudiments en altres teatres d'Itàlia i a l'estranger, sobretot a París, Londres i Sant Petersburg, on fou contractada l'any 1866.
Alguns balls d'espectacle foren concebuts expressament per a lluïment de la Rosati i les seves facultats. També creà els rols importants dels balls Jovita, La Fonti, Marco-Spada, etc.
Era tia carnal del també ballarí i coreògraf Ferdinando Pratesi (1831-1879).